# 西馬斯和瓦爾
西馬斯和瓦爾（West Maas en Waal）是荷蘭的一個市镇，在行政區劃上屬於海爾德蘭省。這個市镇成立於1984年

## 外部連結
- 维基共享资源上的相關多媒體資源：西馬斯和瓦爾
- Official website （页面存档备份，存于）